# Fata căpitanului (nuvelă)
„Fata căpitanului” este o nuvelă de inspirație folclorică a lui Mircea Eliade. Ea a fost scrisă în iulie 1955 la Casa Gabriella din Ascona (Elveția) (conform memoriilor autorului) sau în satul alpin Täsch (Elveția) (conform mențiunii de la sfârșitul nuvelei) și a fost publicată în anul 1963 în volumul Nuvele, tipărit de Cercul de Studii «Destin» din Madrid. Nuvela a fost inclusă apoi în volumul La țigănci și alte povestiri, tipărit în anul 1969 de Editura pentru literatură din București.
Această nuvelă cu titlu pușkinian prezintă antrenamentul pentru supraviețuire al unui băiat orfan ce își dorește să devină un spirit liber și să își depășească semenii. Comportamentul bizar al copilului Brânduș îi derutează pe oamenii maturi, dezvăluindu-i înțelepciunea și caracterul superior tipice unei ființe libere. Băiatul, deși necultivat, se impune într-o discuție cu Agripina, fata cultă a căpitanului Lopată, dovedind, potrivit criticului Alex. Ștefănescu, că „imaginația este superioară culturii”.
Profesor de istoria religiilor la Universitatea din Chicago, Mircea Eliade intenționează să identifice manifestarea sacrului în evenimentele obișnuite ale vieții într-o epocă industrială în care religia și Dumnezeu ocupă un loc tot mai redus. În această lume desacralizată „sacrul” este camuflat în „profan”, iar autorul descoperă tradiții inițiatice și rituri mitice disimulate, reminiscențe fizice ale transcendenței. Nuvela pune accent pe factorul divinație și pe antrenarea voinței.

## Rezumat

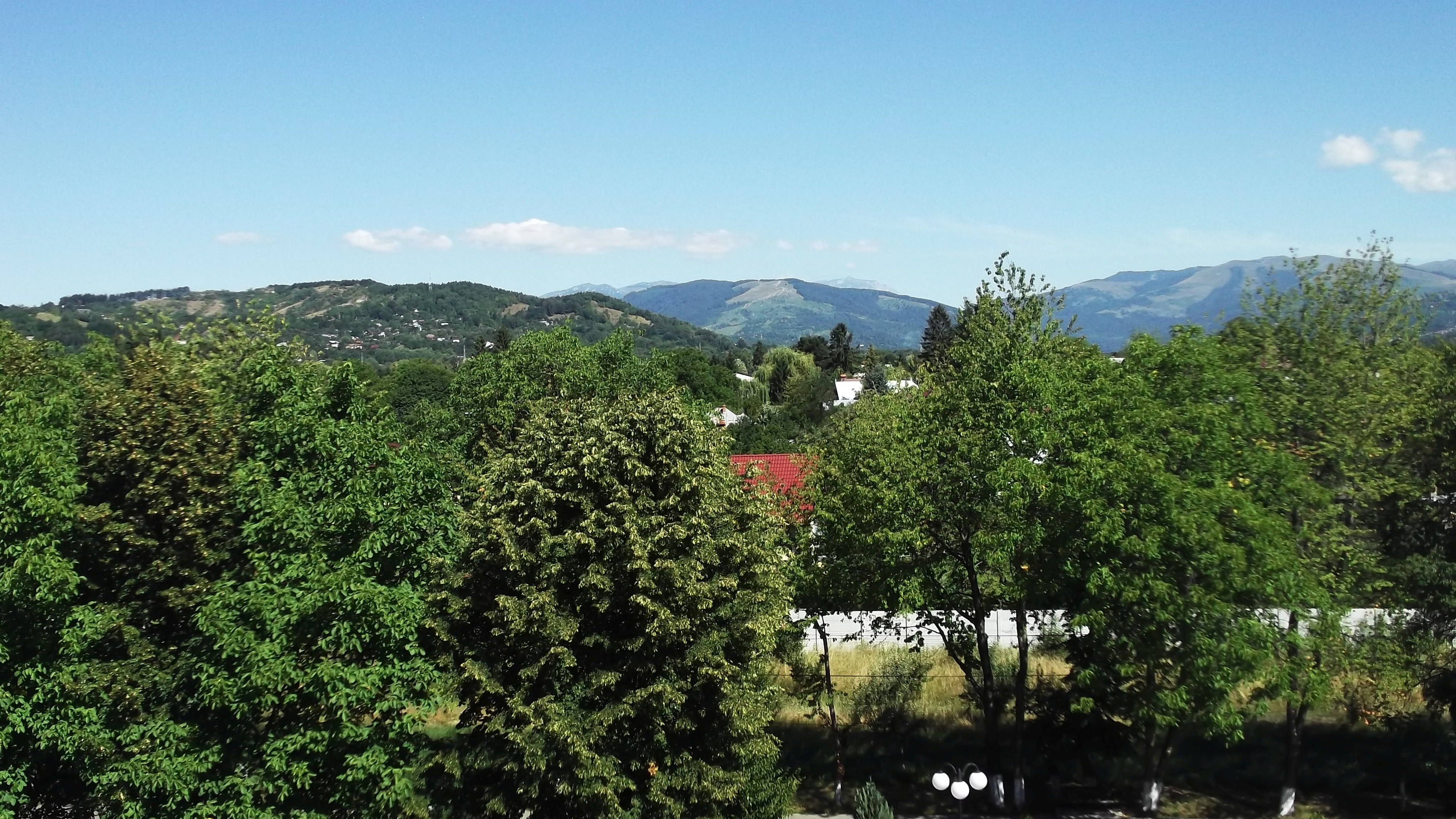
Panorama orașului Breaza. Vedere spre munți.

Un băiat orfan pe nume Brânduș, în vârstă de vreo 12–13 ani și originar din Breaza (azi în județul Prahova), este angajat de căpitanul Lopată ca să boxeze cu fiul său, Valentin, pe care vrea neapărat să-l învețe acest sport dur pentru a-l face să devină un bărbat adevărat. Partidele au loc în fiecare seară în curtea casei ofițerului, dar, contrar așteptărilor căpitanului care îndeplinea rolul de arbitru, băiatul cules de pe stradă nu încearcă deloc să se apere în cursul partidelor de antrenament, mulțumindu-se să se apere și să zâmbească. Brânduș se lasă de fiecare dată bătut măr, având o plăcere stranie de a-și etala fața plină de sânge. Pentru fiecare partidă de box căpitanul îi oferă între 60 și 100 de lei.
Într-una din zile, în timp ce se spăla de sânge la cișmea alături de Valentin, Brânduș îi spune zâmbind că Agripina, sora acestuia, a rămas repetentă. El pleacă, dar este oprit pe drum de Marin, ordonanța căpitanului, care-l anunță că ofițerul vrea să vorbească cu el. Căpitanul afirmă că Agripina nu a rămas repetentă și încearcă să afle cine a lansat o astfel de calomnie. Băiatul susține că el a vrut doar să-l înfurie pe Valentin, provocându-l la o bătaie de-adevăratelea, fără mănuși de box. Ofițerul îl amenință pe Brânduș că-l va bate cu cravașa până-l va omorî dacă va mai spune cuiva că Agripina a rămas repetentă.
În seara următoare Brânduș este abordat într-un luminiș de pe dealul de deasupra orașului chiar de Agripina, fata căpitanului. Ea afirmă că a vrut să-l cunoască personal și să afle cum a ghicit că ea a rămas repetentă, un secret de familie bine ascuns. Fata are 17–18 ani și este elevă la un liceu din Buzău. Ea a citit mai multe cărți, este comparată cu Iulia Hașdeu și își etalează cunoștințele literare și filozofice în fața lui Brânduș. Agripina vorbește eseistico-analitic, folosind cuvinte „prețioase”, și spune că regretă că băiatul nu citește cărți și că nu are în el o doză de nebunie. Brânduș nu înțelege vorbele Agripinei și își închipuie că aceasta îl crede nebun din cauză că a povestit într-o seară una din isprăvile năzdrăvane ale motanului Vasile. Spre deosebire de modul în care se exprimă fata, el folosește un limbaj epico-sintetic, vorbind pe înțeles și nu în pilde.
Discuția dintre cei doi decurge paralel, fiecare dintre ei neînțelegând ce povestește celălalt. Agripina cade pradă unei fantezii livrești și îi spune băiatului că i-ar fi putut revela sensul existenței lui „nedesprinse încă din fabulosul folcloric”. Ea consideră că i-a fost revelată numai ei o taină printr-un har și a trebuit să fie pedepsită din acest motiv, fiind lăsată repetentă. Fata consideră că întâlnirea ei cu Brânduș este „ceva fantastic”, „o aventură extraordinară” prin care caută să-l smulgă pe băiat „din masa indivizilor de duzină, (...) din cotidian și banalitate”. Ea se consideră un personaj de basm, un fel de zână sau de vrăjitoare căreia îi place să chinuie băieții de la țară. Fata îi spune că i-ar putea arăta toate stelele de pe cer, i-ar putea recita din poeții lumii și l-ar învăța cuvinte grecești și persane.
Băiatul se smulge din strânsoarea ei și îi spune că nu are nevoie de cunoștințele pe care ea se oferise să-l învețe. Ar fi putut să-l doboare pe Valentin cu un singur pumn, dar s-a lăsat bătut pentru a dovedi că nu se teme de durere și că o poate îndura. El afirmă că se duce pe munte pentru a vedea răsăritul lunii, călindu-se astfel pentru a ajunge odată un om mare. „Eu mă oțelesc întruna, mă învăț cu relele, mă tot pregătesc. Eu n-am să fiu om de rând, eu am să ajung odată foarte mare, mai mare ca Alexandru Machedon. Am să stăpânesc într-o zi lumea toată. Eu știu ce știu. De aceea nu fac ca ceilalți. Eu dorm noaptea pe munte și nu mi-e frică, și mă urc în copaci fără să mă simte pasere, și într-o zi am să-mi pot da drumul pe râpă fără să mă vatăm. Eu sunt copil găsit, eu n-am părinți de rând, ca ceilalți.”

## Personaje
- Brânduș — un băiat orfan din Breaza.[10][11] Are 12–13 ani și este „pistruiat și roșcovan, cu părul crescut țeapăn ca o perie”.[4][5][23][24] Luptă în meciuri de box improvizate ca sparring-partner al fiului căpitanului Lopată și se lasă bătut de fiecare dată pentru a se căli și a dovedi tuturor că nu-i este frică de durere.[4][5][10][15]
- Agripina — fata căpitanului Lopată și sora mai mare a lui Valentin,[10] în vârstă de 17–18 ani,[4][5] elevă la un liceu din Buzău. Este urâtă și locvace și are o imaginație bogată provenită de pe urma unor lecturi excesive.[16][17] Este îndrăgostită de un poet care a murit cu multă vreme în urmă.[15]
- căpitanul Lopată — un ofițer între două vârste, bădăran și arogant,[11][12] a picat de trei ori examenul pentru gradul de maior.[13] Organizează meciuri de box în curtea casei între Valentin și Brânduș cu scopul de a-și învăța băiatul acest sport dur.[4][5][10] Are o căsnicie lipsită de iubire.[13]
- Valentin — fiul căpitanului Lopată, care luptă în fiecare seară cu Brânduș în meciuri de box improvizate de tatăl său.[3][10][12] Îl bate de fiecare dată pe Brânduș, deoarece băiatul orfan încasează liniștit loviturile și nu rispostează.[10] Numele lui denotă, în opinia profesorului american Ali Shehzad Zaidi, lipsa de curaj în revendicarea dreptului său din naștere.[11]
- Marin — ordonanța căpitanului care îl aduce pe Brânduș la vila căpitanului din Breaza pentru un meci de box cu fiul acestuia, Valentin.[11]
- Năsosu — coleg de joacă al lui Brânduș, împreună cu care urmărește în fiecare seară încrucișarea trenurilor pe valea Prahovei[11]

### Scrierea nuvelei

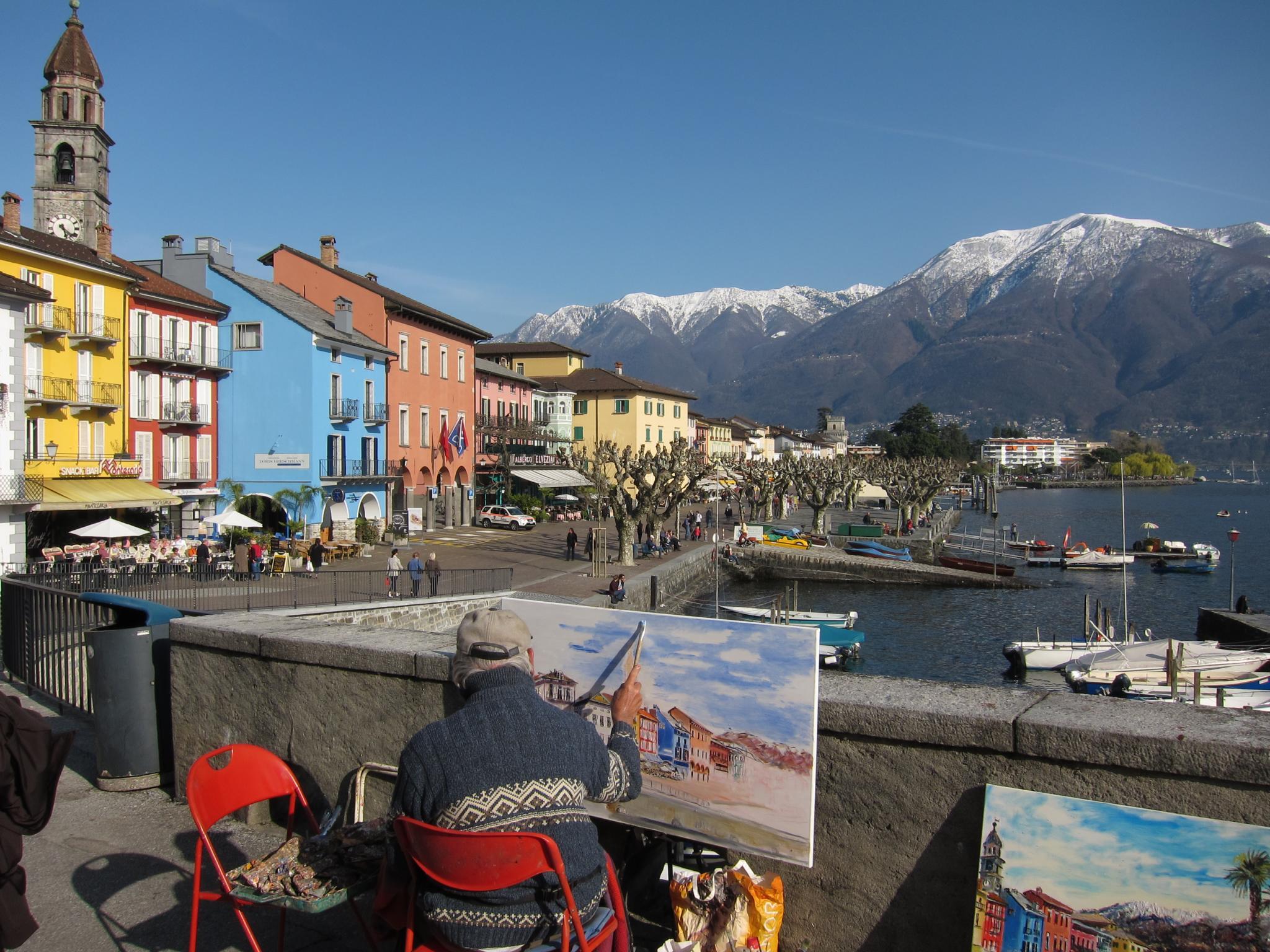
Satul elvețian Ascona, locul unde a fost scrisă această nuvelă.

### Copilul năzdrăvan inspirat din folclor

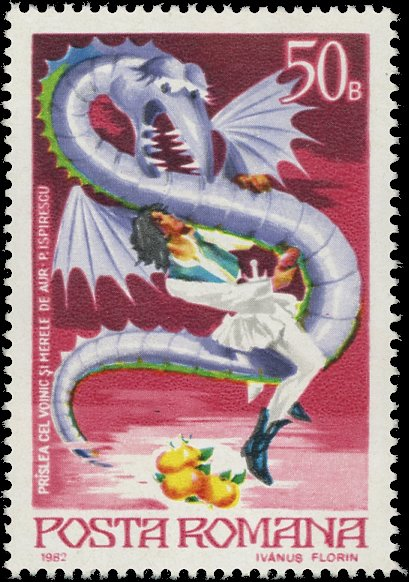
Copilul Brânduș a fost comparat de unii critici literari cu personajul mitologic Prâslea cel Voinic.

## Aprecieri critice

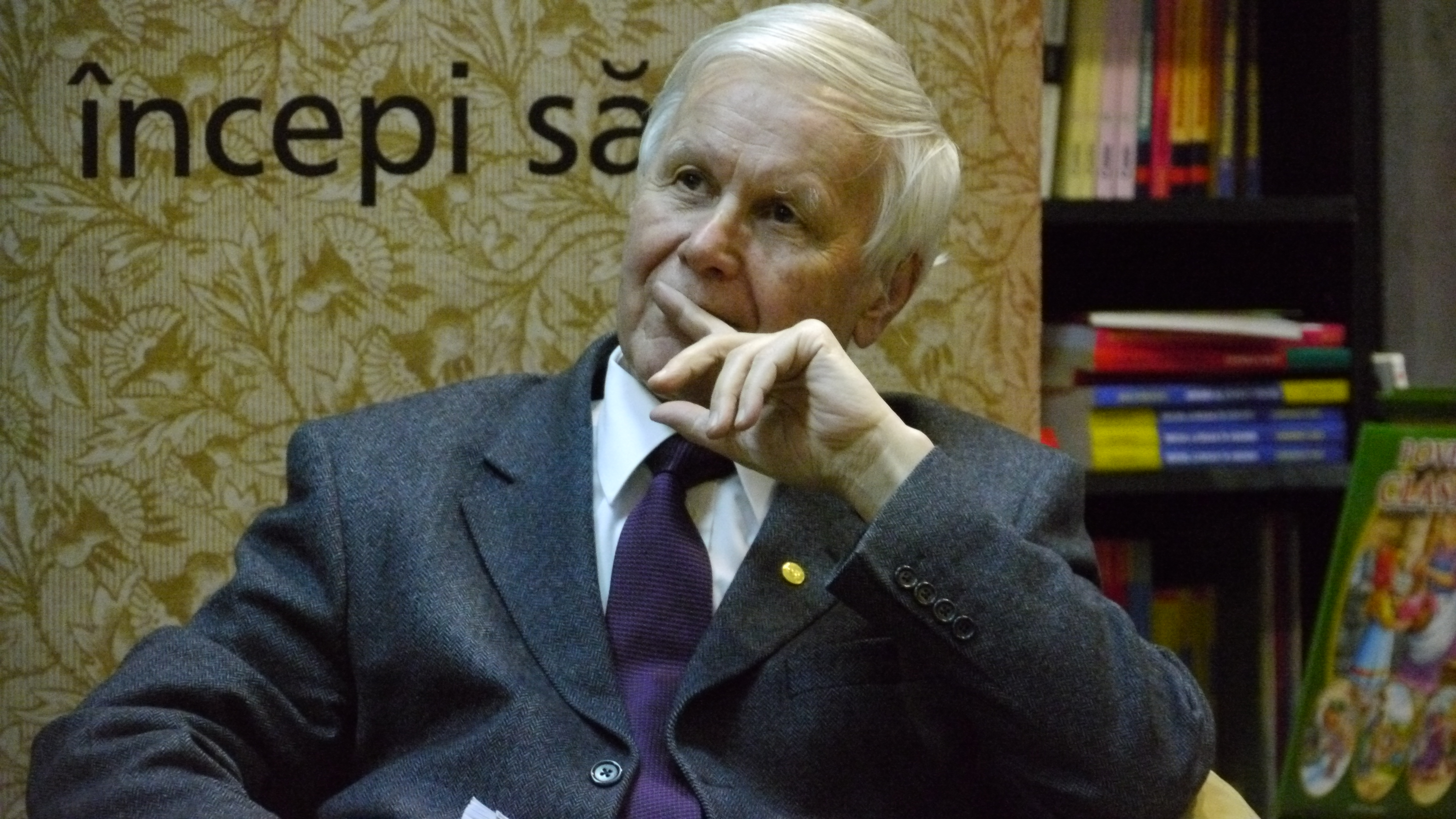
Prof. Eugen Simion considera „Fata căpitanului” o povestire admirabilă, inspirată din folclorul românesc.

## Scriere și publicare